# Mike Dean
Mike Dean, właściwie Thomas Michael Dean (ur. 24 sierpnia 1963 roku) – amerykański muzyk, wokalista i instrumentalista, znany z wieloletnich występów w grupie muzycznej Corrosion of Conformity.

## Wybrana dyskografia
Corrosion of Conformity
- 1983 Eye for an Eye
- 1985 Animosity
- 1992 Blind
- 1994 Deliverance
- 1996 Wiseblood
- 2000 America's Volume Dealer
- 2005 In The Arms of God
- 2012 Corrosion of Conformity
- 2014 IX